# Азербайджан на летних Олимпийских играх 2000
В 2000 году на летних Олимпийских играх в Сиднее, Азербайджанским спортсменам впервые удалось завоевать золотую медаль.

## Медалисты
| Золото |                        |                          |
| №      | Спортсмены             | Вид спорта (дисциплина)  |
| 1      | Земфира Мефтахетдинова | Стрельба, Женщины, Скит. |
| 2      | Намик Абдуллаев        | Вольная борьба, 52 кг.   |
| Бронза |                        |                          |
| №      | Спортсмены             | Вид спорта (дисциплина)  |
| 1      | Вугар Алекперов        | Бокс, средний вес        |

## Состав олимпийской команды Азербайджана

### Бокс
- 60 кг: Махач Нурудинов
- 67 кг: Руслан Хаиров
- 75 кг: Вугар Алекперов
- 81 кг: Али Исмаилов
- 91 кг: Магомед Арипгаджиев

### Борьба
Спортсменов — 1
Вольная борьба

Намик Абдуллаев не церемонии награждения

Азербайджан в весовой категории до 54 кг представлял Намик Абдуллаев, серебряный призёр олимпийских игр 1996 года. Намик в полуфинале одолел представителя Греции Карданова. Соперником Абдуллаева в финале был С. Хэнсон из США. Выиграв с общим счётом 4-3, Намик Абдуллаев стал олимпийским чемпионом.
| Спортсмен      | Соревнование | Групповой раунд             | Групповой раунд              | Четвертьфинал      | Полуфинал                      | Финал                         | Место |
| Спортсмен      | Соревнование | Матч 1                      | Матч 2                       | Четвертьфинал      | Полуфинал                      | Финал                         | Место |
| Спортсмен      | Соревнование | Соперник Результат          | Соперник Результат           | Соперник Результат | Соперник Результат             | Соперник Результат            | Место |
| -------------- | ------------ | --------------------------- | ---------------------------- | ------------------ | ------------------------------ | ----------------------------- | ----- |
| Намик Абдулаев | до 54 кг     | Чжин Чжу Тон (PRK) поб. 6:0 | Мартин Лиддл (NZL) поб. 10:0 | Не участвовал      | Амиран Карданов (GRE) поб. 5:3 | Самуэль Хэнсон (USA) поб. 4:3 | 1     |

### Дзюдо
Спортсменов — 3
Соревнования по дзюдо проводились по системе на выбывание. В утешительные раунды попадали спортсмены, проигравшие полуфиналистам турнира. Два спортсмена, одержавших победу в утешительном раунде, в поединке за бронзу сражались с проигравшими в полуфинале.
Мужчины
| Спортсмен       | Категория | 1/32                                 | 1/16                               | 1/8                                  | Четвертьфиналы                         | Полуфиналы         | Первый доп. раунд  | Утешительный четвертьфинал         | Утешительный полуфинал                 | За 3 место Финал   | Место |
| Спортсмен       | Категория | Соперник Результат                   | Соперник Результат                 | Соперник Результат                   | Соперник Результат                     | Соперник Результат | Соперник Результат | Соперник Результат                 | Соперник Результат                     | Соперник Результат | Место |
| --------------- | --------- | ------------------------------------ | ---------------------------------- | ------------------------------------ | -------------------------------------- | ------------------ | ------------------ | ---------------------------------- | -------------------------------------- | ------------------ | ----- |
| Эльчин Исмаилов | до 60 кг  | Брендон Крукс (NZL) поб. 1012 — 0001 | Давид Морет (SUI) поб. 1000 — 0100 | Натик Багиров (BLR) поб. 1100 — 0010 | Алишер Мухтаров (UZB) пор. 0011 — 1010 | Не прошёл          |                    | Омар Ребахи (ALG) поб. 1010 — 0000 | Базарбек Донбай (KAZ) пор. 0001 — 0100 | Не прошёл          | 7     |

| Соревнование | Спортсмены    | Первый раунд       | Второй раунд                  | 1/8 финала           | Четвертьфинал        | Полуфинал            | Финал                | Место |
| Соревнование | Спортсмены    | Соперник Результат | Соперник Результат            | Соперник Результат   | Соперник Результат   | Соперник Результат   | Соперник Результат   | Место |
| ------------ | ------------- | ------------------ | ----------------------------- | -------------------- | -------------------- | -------------------- | -------------------- | ----- |
| до 81 кг     | Мехман Азизов | Не участвовал      | Д. Гарсия (ARG) П 0000 — 1000 | Завершил выступление | Завершил выступление | Завершил выступление | Завершил выступление | —     |

Женщины
| Соревнование | Спортсмены        | Первый раунд                    | 1/8 финала                    | Четвертьфинал                    | Полуфинал                       | Финал                 | Место |
| Соревнование | Спортсмены        | Соперник Результат              | Соперник Результат            | Соперник Результат               | Соперник Результат              | Соперник Результат    | Место |
| ------------ | ----------------- | ------------------------------- | ----------------------------- | -------------------------------- | ------------------------------- | --------------------- | ----- |
| до 57 кг     | Зульфия Гусейнова | Мария Пекли (AUS) П 0000 — 0100 | Утешительный турнир           | Утешительный турнир              | Утешительный турнир             | Завершила выступление | 7     |
| до 57 кг     | Зульфия Гусейнова | Мария Пекли (AUS) П 0000 — 0100 | Ф. Нгуэле (CMR) В 1000 — 0011 | П. Андерссон (SWE) В 0111 — 0000 | К. Кусакабэ (JPN) П 0000 — 1000 | Завершила выступление | 7     |

### Лёгкая атлетика
Мужчины
- 100 метров: Теймур Гасымов
- 800 метров: Фаик Багиров
- тройной прыжок: Сергей Бочков

Женщины
- ходьба на 20 км.: Аида Исаева

### Плавание
Мужчины
- 50 метров вольным стилем: Эмин Гулиев

Женщины
- 50 метров вольным стилем: Алиса Халеева

### Прыжки в воду
Спортсменов — 1
В индивидуальных прыжках в предварительных раундах складывались результаты квалификации и полуфинальных прыжков. По их результатам в финал проходило 12 спортсменов. В финале они начинали с результатами полуфинальных прыжков.

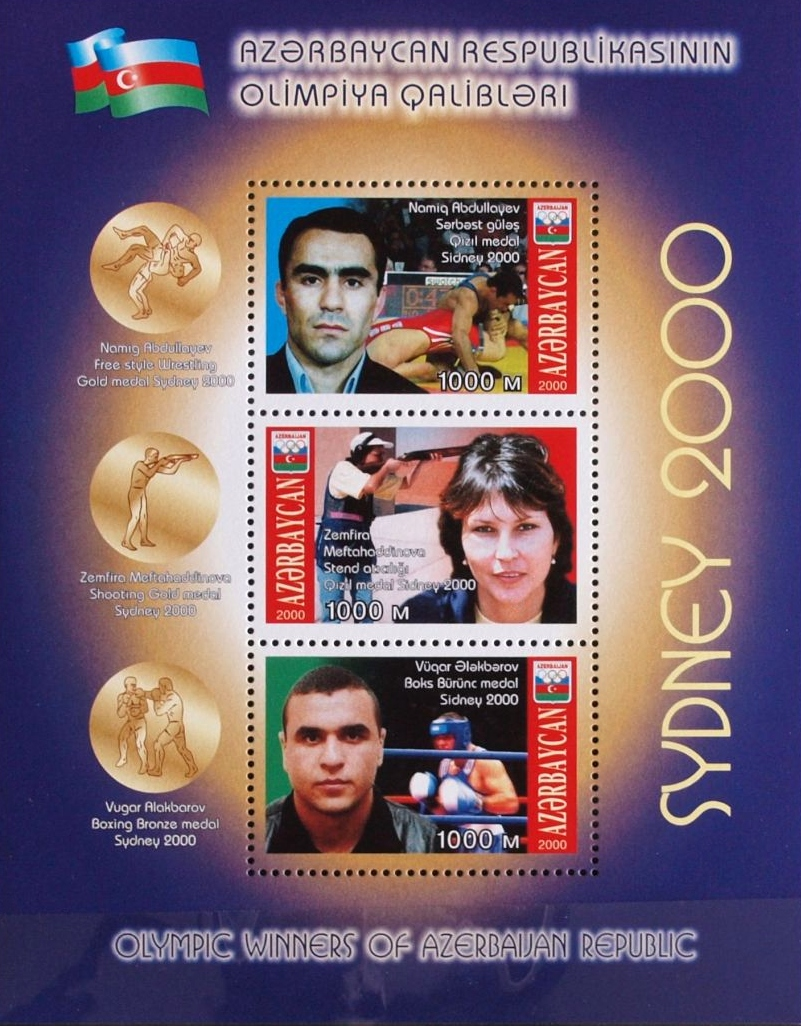
Почтовая марка Азербайджана, посвященная азербайджанским спортсменам — призёрам летних Олимпийских Игр 2000

Мужчины
| Спортсмен       | Соревнование | Квалификация | Квалификация | Полуфинал | Полуфинал | Всего     | Финал     | Финал     | Всего  | Место |
| Спортсмен       | Соревнование | Очков        | Место        | Очков     | Место     | Всего     | Очков     | Место     | Всего  | Место |
| --------------- | ------------ | ------------ | ------------ | --------- | --------- | --------- | --------- | --------- | ------ | ----- |
| Эмин Джебраилов | вышка        | 334,74       | 26           | Не прошёл | Не прошёл | Не прошёл | Не прошёл | Не прошёл | 334,74 | 26    |

### Стрельба
Всего спортсменов — 1
После квалификации лучшие спортсмены по очкам проходили в финал, где продолжали с очками, набранными в квалификации. В некоторых дисциплинах квалификация не проводилась. Там спортсмены выявляли сильнейшего в один раунд.
Женщины
| Спортсмен     | Соревнование   | Квалификация | Место | Финал     | Место     | Всего | Место |
| ------------- | -------------- | ------------ | ----- | --------- | --------- | ----- | ----- |
| Ирада Ашумова | Пистолет, 10 м | DNF          | DNF   | Не прошла | Не прошла |       | —     |

### Тяжёлая атлетика
Спортсменов — 2
В рамках соревнований по тяжёлой атлетике проводятся два упражнения — рывок и толчок. В каждом из упражнений спортсмену даётся 3 попытки, в которых он может заказать любой вес, кратный 2,5 кг. Победитель определяется по сумме двух упражнений.
Мужчины
| Спортсмен         | Категория | Вес   | Рывок | Рывок | Рывок | Толчок | Толчок | Толчок | Всего | Место |
| Спортсмен         | Категория | Вес   | 1     | 2     | 3     | 1      | 2      | 3      | Всего | Место |
| ----------------- | --------- | ----- | ----- | ----- | ----- | ------ | ------ | ------ | ----- | ----- |
| Эльхан Сулейманов | до 62 кг  | 61,84 | 130,0 | 135,0 | 135,0 | 162,5  | 162,5  | 162,5  | 292,5 | 8     |
| Туран Мирзаев     | до 69 кг  | 68.50 | 140,0 | 145,0 | 147,5 | 175,0  | 180,0  | 182,5  | 327,5 | 9     |

Женщины
| Спортсмен       | Категория | Вес   | Рывок | Рывок | Рывок | Толчок | Толчок | Толчок | Всего | Место |
| Спортсмен       | Категория | Вес   | 1     | 2     | 3     | 1      | 2      | 3      | Всего | Место |
| --------------- | --------- | ----- | ----- | ----- | ----- | ------ | ------ | ------ | ----- | ----- |
| Тарана Аббасова | до 53 кг  | 52,78 | 70,0  | 75,0  | 75,0  | 85,0   | 90,0   | 92,5   | 165,0 | 10    |